# عبدالله الهلالی
عبدالله محمد الهلال (زاده ۱ ژانویه ۱۹۷۰ در نخل) داور فوتبال اهل عمان می‌باشد او از سال ۲۰۰۲ وارد لیست داوران بین‌المللی فیفا شد او تاکنون رقابت‌هایی چون بازی‌های المپیک تابستانی ۲۰۰۸، جام باشگاه‌های آسیا و مقدماتی جام جهانی فوتبال ۲۰۱۰ را سوت زده‌است.